# Museu de Arte de Västerås
O Museu de Arte de Västerås (em sueco: Västerås konstmuseum) é um museu de arte contemporânea sueca e nórdica na cidade sueca de Västerås, na província histórica da Västmanland.

## Património do museu
O museu dispõe de 8 000 peças de arte suecas e nórdicas contemporâneas, e vela pelas obras de arte públicas da comuna de Västerås. Entre as suas peças mais emblemáticas estão obras de Ivan Aguéli e de Bror Hjorth. 